# Hencz László
Hencz László (Szeged, 1902. február 21. – Budapest, 1975. augusztus 26.) urológus-sebész, kórházi főorvos, egyetemi magántanár, az orvostudományok kandidátusa (1952).

## Élete
Hencz Ferenc (1869–1935) kúriai bíró, törvényszéki elnök és Strobel Mária (1875–1955) fiaként született. Bátyja Hencz Andor (1900–1993) tüdőgyógyász. Gyermekkorát Győrben töltötte, ahol apja az ottani törvényszék elnöke volt. A Győri Szent Benedek-rendi Katolikus Főgimnáziumban érettségizett (1919). A budapesti Pázmány Péter Tudományegyetem Orvostudományi Karán 1927. április 7-én avatták orvosdoktorrá. 1927 és 1929 között a pécsi Erzsébet Tudományegyetem Szülészeti Klinikájának gyakornokaként kezdte pályáját, s ez idő alatt megszerezte szülészetből és nőgyógyászatból a szakorvosi végzettséget. 1934-ben jogosulttá vált a húgy- és ivarszervi bántalmak szakorvosi cím használatára. 1929-től a Szent János Kórház Urológiai-Sebészeti Osztályának segédorvosa, 1934-től alorvosa, 1935. július 1-től adjunktusa volt. 1942. november 1-jén kinevezték az Urológiai Klinika fizetéstelen tanársegédévé, 1945-ben adjunktusává. 1944-ben az Urológia, különös tekintettel a női ivarszervekre című tárgykörből magántanárrá habilitálták. 1949-ben megbízták a Szent István Kórház Urológiai Osztályának vezetésével. Nyugalomba vonulásáig, 1972-ig vezette az osztályt.
A Magyar Urológiai Társaság elnöke volt.
A budapesti Farkasréti temetőben nyugszik.

## Művei
- A húgyutak purpurás megbetegedése. (Gyógyászat, 1932, 15.)
- Adatok a hugyutak fertőzéses-lobos megbetegedéseinek peroralis therapiájához. (Gyógyászat, 1936, 4.)
- A vesetuberculosis műtétének késői eredményei. (Orvosképzés, 1937, 2.)
- A prostatamassageról. (Magyar Urológia, 1938, 1.)
- A gonorrhoea chemotherapiája. – A női trigonitisről. (Magyar Urológia, 1938, 6.)
- Kő okozta anulia negativ röntgenlelet mellett. (Magyar Urológia, 1940)
- A vese sebészeti megbetegedései terhesség alatt. (Magyar Urológia, 1941)
- A vesegümőkór miatt operált egyvesések terhessége. (Orvosképzés, 1942, 2.)
- Prostatahypertrophia és prostatatályogok. – A női trigonitis. – A veseképződés. (Magyar Urológia, 1943)
- Fejlődési rendellenesség és következményeinek több műtéttel történt megoldása nyolcéves gyermekekben. (Orvosi Hetilap, 1950, 46.)
- Klinikai megfigyelések a lezárt vese működéséről. (Orvosi Hetilap, 1951, 36.)
- Tünet és kezelés nélkül gyógyult kétoldali vesegümőkór. (Orvosi Hetilap, 1954, 18.)
- A prostatarák keletkezésének és hormonkezelésének problémái. (Orvosi Hetilap, 1955, 4.)
- Rejtett vese- és csigolyagümőkór, ellenoldali nem specifikus zsákvese klinikai és röntgen diagnosztikája és sorozatos műtéttel elért gyógyulása. W. Leichner Zsuzsával. (Orvosi Hetilap, 1962, 16.)
- Beékelt juxtavesicalis ureterkövek röntgenbesugárzással kombinált komplex kezelése. Vaczó Györggyel, Weilné Leichner Zsuzsával. (Orvosi Hetilap, 1966, 39.)

## Díjai, elismerései
- Az egészségügy kiváló dolgozója (1972)